# フロラック
フロラック （Florac）は、フランス、ラングドック＝ルシヨン地域圏、ロゼール県にかつて存在したコミューン。2016年1月1日、ラ・サル＝プリュネと合併し、コミューン・ヌーヴェル（fr）のフロラック＝トロワ＝リヴィエールとなった。

## 地理
フロラックは、セヴェンヌ自然公園の中心部、タルノン川沿いにある。タルヌ渓谷の入り口にあたり、メジャン高原およびセヴェンヌ山脈のふもとにある。セヴェンヌ山脈の片岩、ロゼール山の花崗岩、メジャン高原の石灰岩という、3つの異なる地質学的交差路にあたる。1926年にマルヴェジョル郡が廃止されてから、フロラックはロゼール唯一の小郡庁所在地となった。また、カステラーヌ、ラルジャンティエールに次いで国内第3の小さな小郡となった。人口およそ2000人ほどの小さなまちだが、夏季には3倍に膨れ上がる。

## 交通
フロラックには国道106号線（北のマンドで国道88号線に接続）が通る。北へ向かってタルヌ県へ伸びる106号線がタルノン川沿いを通る。鉄道は1968年に廃止された。

## 由来
最古にまちの名として記されたのは、Floracuである。最初の要素はラテン語の人名Florusである。これにガリア語の接尾辞-acumが付け足された。Flor-はオック語の要素でもあり、フランス語のFleur-と似た進化を遂げた。オック語の話される北部地域ではフルーラック（Fleurac）という地名が見られる。

## 歴史

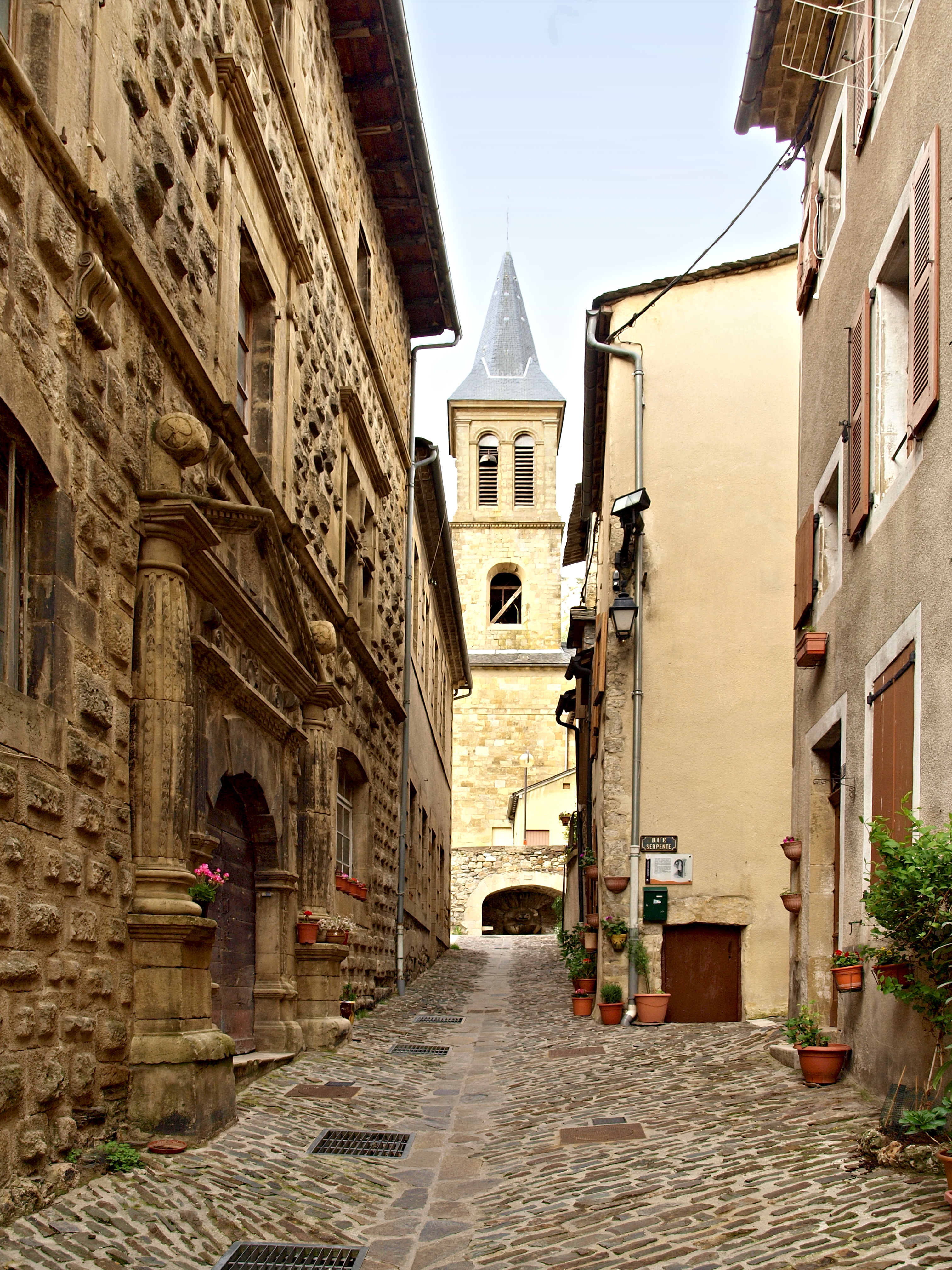
教会前の通り

1130年頃、ブリウド近郊のラ・シェーズ＝デューの修道士たちが、小修道院を創設した。これがフロラック最古の部分を構成していた。教会の足元にある場所に定住地が生まれ、やがて中世の村になった。13世紀には城が築かれたがユグノー戦争中に破壊されている。まちは水が満たされた堀で守られていた。
1560年、フロラックに最初の新教徒のコミュニティーが生まれたが、ユグノー戦争で苦しめられることはなかった。ナントの勅令以後平和な時期が時々あったが、200年あまり宗教戦争は続いた。聖バルテルミーの虐殺に続いて、まちはユグノーに奪われ強固に守られていた。
1622年、フロラックの城壁の修理が開始された。1652年、フロラック城は古い要塞の敷地内に再建された。この時代の最も印象的なエピソードは1702年から1705年に起きたカミザールの乱である。セヴェンヌの反徒を鎮圧するためルイ14世は竜騎兵を送り込みフロラックに駐留させた。新教徒の信仰の自由は、1787年の寛容令（fr）まで保証されなかった。
フランス革命時代、城は塩の保管庫にされていた。1810年、城は国家に売却され、刑務所に転用された。19世紀のフロラックは行政上の中心であり、農業、羊毛産業、絹やウシの交易が行われていた。

## 人口統計
19世紀の繁栄後、20世紀の間中住民の都市流出が続き、1970年代に観光業が盛んになるまでは人口が減少傾向にあった。
| 1962年 | 1968年 | 1975年 | 1982年 | 1990年 | 1999年 | 2006年 |
| ------ | ------ | ------ | ------ | ------ | ------ | ------ |
| 1 532  | 1 675  | 1 958  | 2 035  | 2 065  | 1 996  | 1 908  |

参照元:Cassini

## 姉妹都市
- ランス・サン・ジャン、カナダ
- アルブシエス、スペイン